# Cedusa senbara
Cedusa senbara är en insektsart som beskrevs av Kramer 1986. Cedusa senbara ingår i släktet Cedusa och familjen Derbidae. Inga underarter finns listade i Catalogue of Life.